# Onthophagus sycophanta
Onthophagus sycophanta es una especie de insecto del género Onthophagus, familia Scarabaeidae, orden Coleoptera.
Fue descrita científicamente por Fairmaire en 1887.